# El Abra
Pour les articles homonymes, voir Abra.

Pétroglyphe d'El Abra

El Abra est le nom donné à un ensemble de sites préhistoriques situés dans la vallée du même nom. La vallée d'El Abra se trouve à l'est de la ville de Zipaquirá, et s'étend jusqu'à l'ouest de Tocancipá, dans le département de Cundinamarca, en Colombie.

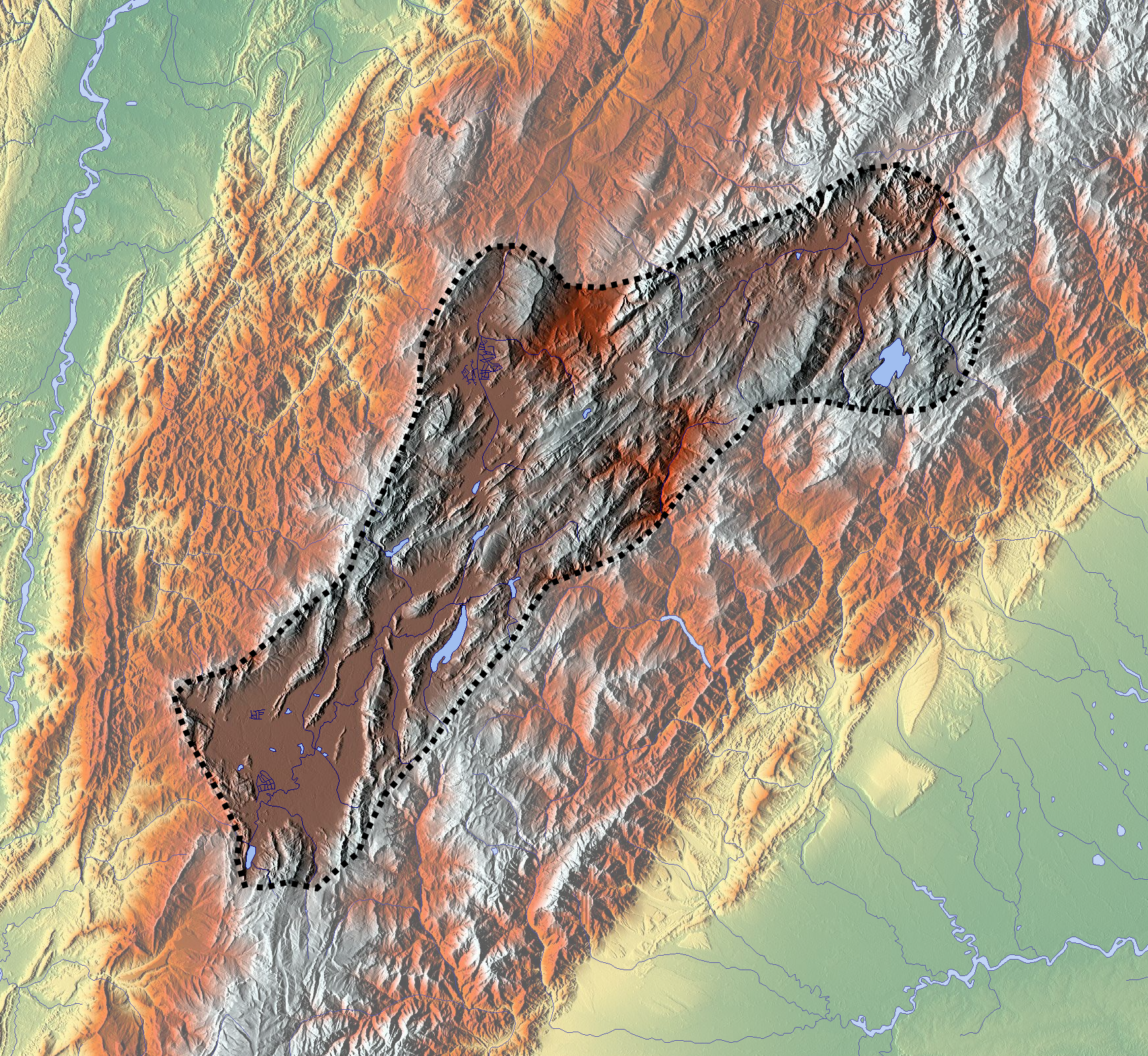
Carte de l'Altiplano cundiboyacense

## Localisation
On trouve dans la montagne, sur l'Altiplano cundiboyacense, au nord de la savane de Bogota, à 2 570 m d'altitude, des abris-sous-roche sur une longueur de plusieurs centaines de mètres.

## Historique
Le site a été étudié par des chercheurs de l'université d'Indiana à partir de 1967.

## Datation
L'analyse des outils de pierre et d'os laissés sur le site par les chasseurs-cueilleurs paléoindiens et la datation par le carbone 14 des charbons de bois ont permis d'estimer le début de l'occupation humaine des abris-sous-roche à 12 400 ans avant le présent (AP), c'est-à-dire à partir de la fin du Pléistocène supérieur,.

## Art rupestre
Les abris-sous-roches d'El Abra montrent de nombreux pétroglyphes et autres gravures rupestres.

## Galerie

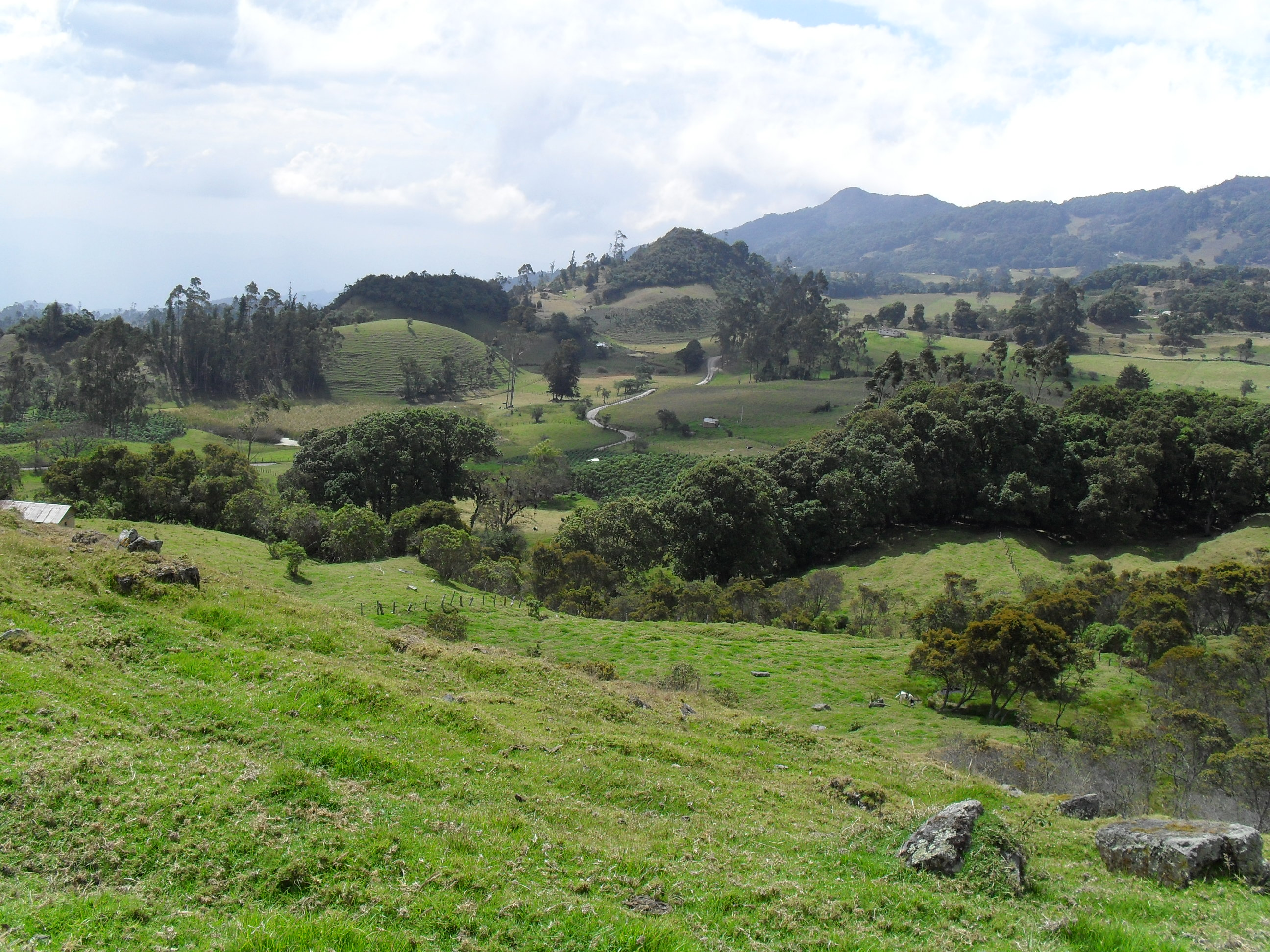
Paysage typique de l'Altiplano cundiboyacense dans le Boyacá
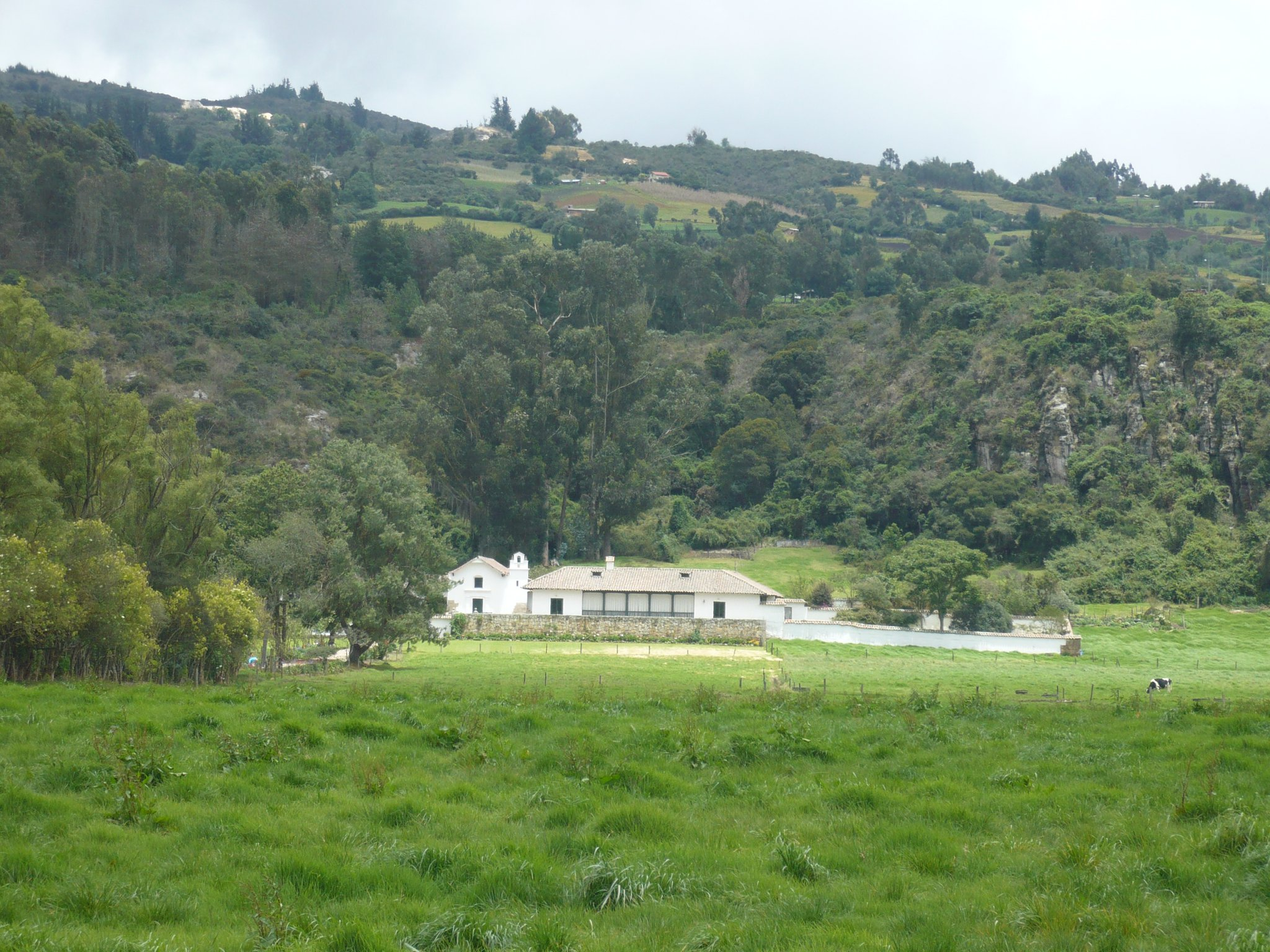
Hacienda El Abra
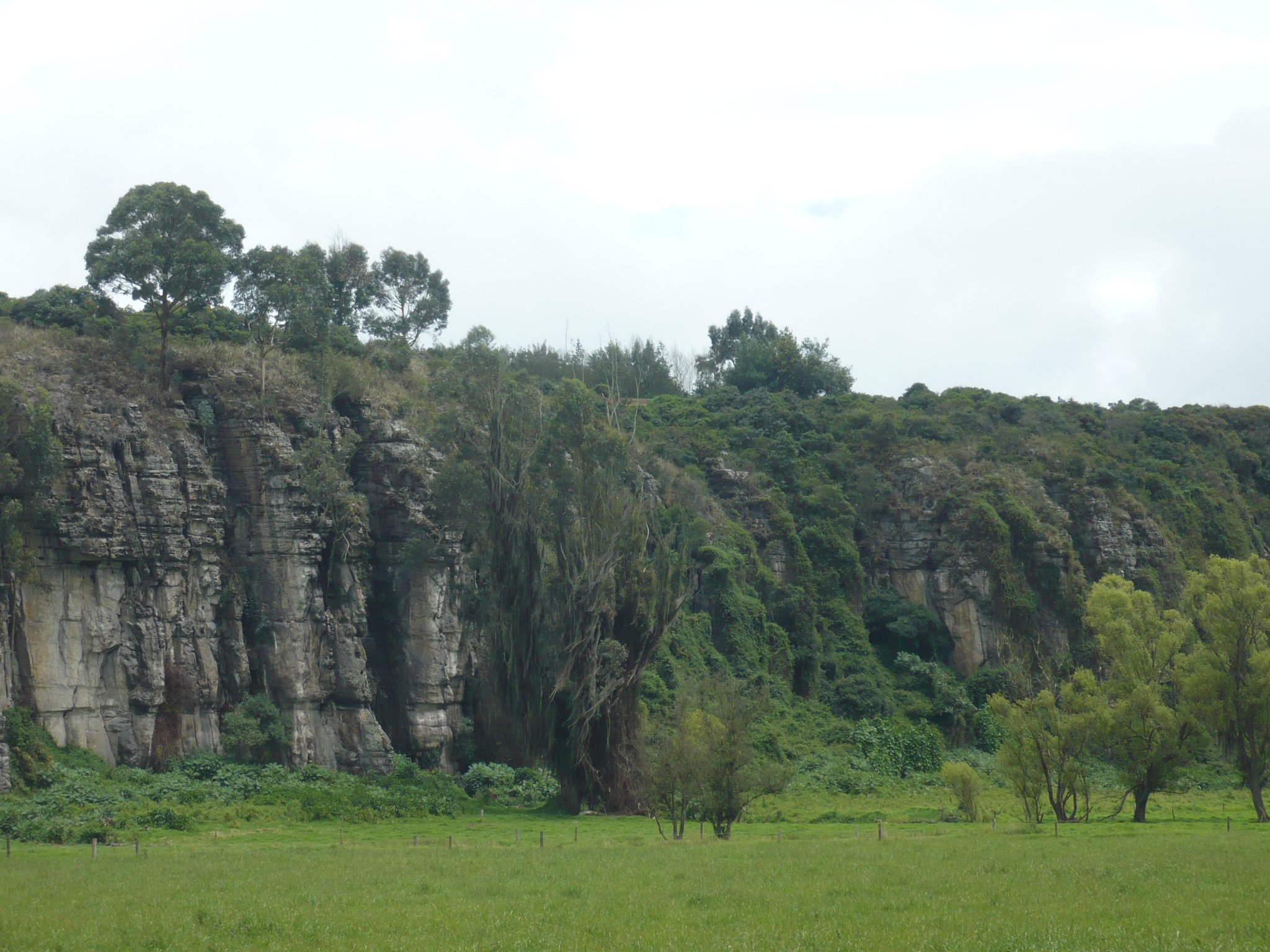
Formation rocheuse d'El Abra
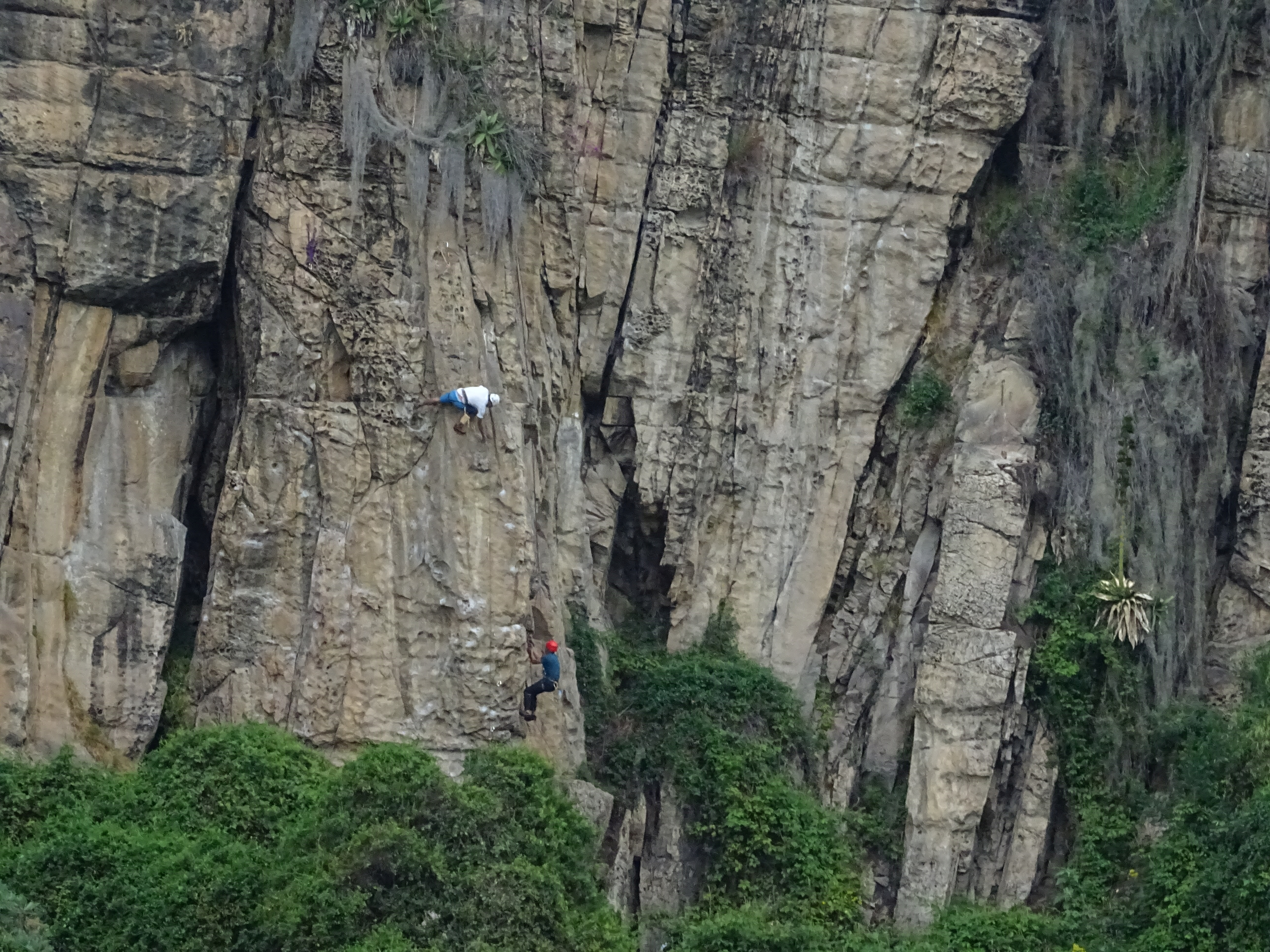
Escalade à El Abra